# تشاد كيلوغ
تشاد كيلوغ (بالإنجليزية: Chad Kellogg)‏ هو متسلق جبال أمريكي، ولد في 22 سبتمبر 1971، وتوفي في 14 فبراير 2014.